# Jan Bos
Jan Bos (nascido em 29 de março de 1975) é um patinador de velocidade e ciclista holandês. No final de 1990, ele foi campeão mundial de patinação de velocidade e competiu nos Jogos Olímpicos de Inverno de 1998 e 2002.

## Patinador de velocidade
Em 1998, Bos se tornou campeão mundial de sprint e conquistou a medalha de prata naquele ano nos 1000 metros durante os Jogos Olímpicos de Inverno em Nagano, Japão. Conquistou a medalha de prata na mesma distância em Salt Lake City.
Bos competiu nos Jogos Olímpicos de Verão de 2004 em Atenas, Grécia, na prova de velocidade por equipes do ciclismo de pista, junto com seu irmão Theo Bos, que conquistou a prata na velocidade individual, e Teun Mulder. Os holandeses terminaram em sexto depois de ser nocauteado pelo Japão.
Bos terminou sua carreira como patinador de velocidade em 2011.

## Ciclista
Em 2012, Bos (em cooperação com a equipe Human Power de Delft) tentou se tornar o ciclista mais rápido do mundo. Fez esse desafio no World Human Powered Speed Challenge em Battle Mountain, Nevada, Estados Unidos. Ele precisa quebrar o recorde atual de 133 km/h (atualmente mantido pela canadense Sam Whittingham).